# Raša (rivière)
La Raša (en latin Arsia, en italien : Arsa) est un fleuve important situé en Istrie, dans le comitat d'Istrie en Croatie. D'une longueur de 23 km, son bassin couvre une superficie de 279 km2. Son embouchure se trouve dans la longue ria de la baie de Raša (en croate : Raški zaljev, en italien : Porto d'Arsia), qui est une vallée fluviale engloutie, creusée lorsque le niveau de la mer a baissé, puis noyée par la montée des eaux de l'ère post-glaciaire. La Raša prend sa source près de Pićan et coule vers le sud à travers une vallée escarpée avant de s'ouvrir dans la tête de la mer Adriatique. La rivière, bien que de courte longueur, a une histoire ancienne en tant que frontière. 

## Rivière frontalière
À l'époque romaine, l'Arsia, comme on l'appelait en latin, constituait la frontière entre les Histri, qui vivaient à l'ouest de ses rives, et les Liburni sur la côte à l'est, avec les Iapydes dans la vallée de l'arrière-pays derrière eux. Après que les Romains eurent conquis la féroce et pirate Histri en 177 av. J.-C., l'Arsia forma le limes du territoire romain sur la côte d'Istrie pendant une génération, jusqu'à ce que l'écart entre l'Arsia et les avant-postes romains les plus septentrionaux en Illyrie soit comblé en 129 ; car longtemps après, il divisa l'Italie et sa regio X, de l'Illyrie, selon les divisions ratifiées par Auguste. Le moine et géographe irlandais du VIIIe siècle Dicuil, suivant ses sources latines tardives pour le résumé géographique De mensura Orbis terrae, donne la limite nord-est de l'Italie comme flumen Arsia. 
La voie romaine Via Flavia, qui partait de Tergeste (Trieste) pour rejoindre l'Istrie, se terminait au croisement de l'Arsia ; au-delà, elle continuait en Dalmatie comme voie locale qui reliait la Via Gemina.
Au début du Xe siècle, Tomislav de Croatie dirigeait un État qui s'étendait de l'Adriatique à la Drave, et de la Raša, comme on l'appelait alors, à la Drina,. Au XIIIe siècle, le territoire de la rive est était administré par les comtes de Gorizia, tandis que celui de la rive ouest était gouverné par les patriarches d'Aquilée. Après des siècles de domination vénitienne sur toute l'Istrie jusqu'à la Raša, la Raša devint la frontière entre le royaume d'Italie de Napoléon et l' Empire autrichien, ; après la chute de Napoléon, l'Autriche gagna toute l'Istrie et la rivière devint la frontière entre deux provinces autrichiennes.
La ville de Raša, sur l'affluent Krapanski Potok de la rivière dans la partie intérieure de l'anse de Raška, a été construit en 1936-1937 sous le nom d'Arsia sur des zones humides drainées pour obtenir des terres arables pour l'agriculture et pour servir les opérations d'extraction de charbon en expansion, dans le cadre de la colonisation urbaine et de l'italianisation de l'Istrie par Mussolini. Le village de Barban est l'autre grande agglomération près de la rivière.